# 王秉謙

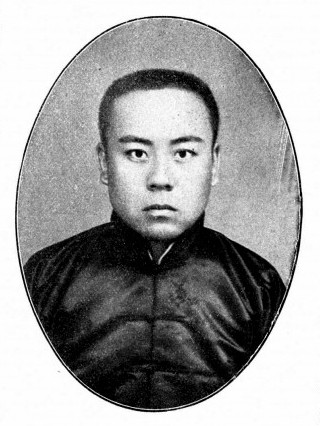
《民国之精华》中的王秉謙照片

王秉謙（1880年？—？）字治安，奉天省锦西县人，中国民主革命家，中华民国政治人物。

## 生平
清朝光绪三十二年（1906年），王秉謙充锦西县警务总局书记官。光绪三十四年（1908年），经锦西县咨送奉天全省地方自治研究所肄业。宣统元年（1909年），充奉天谘议局选举调查员，得最优等奖牌。宣统二年（1910年），充锦西县地方自治研究所所长；复被选为城厢自治议事会议长，仍兼所长，及自治事务所办事员。宣统三年（1911年），武昌起义爆发，王秉謙在锦西县联络同志，就境内所有预警，秘编义勇军，以为辽西义军根据地，王秉謙还奔走于大连、烟台等地。
民国元年（1912年），王秉謙充奉天临时省议会书记员。民国二年（1913年），改任省议会秘书，并被选为中华民国第一届国会参议院奉天候补议员第一名。民国三年（1914年）3月，省议会被解散，王秉謙即停职。民国五年（1916年）8月，国会恢复，参议院开幕，王秉謙被补为参议院议员。
后来，王秉謙参加护法运动，历任护法军政府大元帅府参议，中国国民党奉天省临时宣传委员。
1924年，王秉谦為中國國民黨第一次全國代表大會代表。参加大会的奉天省代表有四人：朱霁青、祁耿寰、宁武、王秉谦，其中祁耿寰是孙中山指派的大会代表。王秉谦介绍入学的黄埔军校第一期学员为李秉聪。
1933年，王秉谦被任命为南京国民政府立法院立法委员。